# Patrick Allitt
Patrick Nicholas Allitt (* 26. August 1956 in Mickleover in Derbyshire) ist ein britischer Historiker und Hochschullehrer an der Emory University in Atlanta (Georgia). Seine Gebiete sind vor allem die katholische Religionsgeschichte in den USA und die Umweltgeschichte.
Allitt studierte von 1974 bis 1977 am Hertford College, Oxford, und darauf an der Berkeley University, wo er 1986 einen PhD in American history erwarb. Er lehrte danach an der Emory University, leitete jahrelang deren Center for Teaching and Curriculum. Er übte Kritik am Niveau und der Leistungsbereitschaft der Studierenden. Dann war er dort Cahoon Family Professor of American History. Er betont den katholischen Anteil an den Intellektuellen der USA und ihren Einfluss auf die Geschichte seit 1776.

## Schriften
- Catholic Intellectuals and Conservative Politics in America. 1950 – 1985, Cornell University Press, 1993. ISBN 978-0-80142295-9.
- Hrsg.: Major Problems in American Religious History, Houghton Mifflin, 2000.
- Religion in America since 1945. Columbia University Press, 2003, ISBN 978-0-231-12154-5.
- A Climate of Crisis. America in the Age of Environmentalism, Penguin: New York 2014. ISBN 9781594204661.
- Mitautor: Roman Catholicism in the United States: A Thematic History (Catholic Practice in North America), Fordham, 2019. ISBN 978-0823282760.

## Einzelbelege
1. ↑  Jackson Toby: The Lowering of Higher Education in America: Why Financial Aid Should Be Based on Student Performance. ABC-CLIO, 2009, ISBN 978-0-313-37899-7 (google.com [abgerufen am 24. November 2022]).

| Personendaten    | Personendaten            |
| ---------------- | ------------------------ |
| NAME             | Allitt, Patrick          |
| ALTERNATIVNAMEN  | Allitt, Patrick Nicholas |
| KURZBESCHREIBUNG | britischer Historiker    |
| GEBURTSDATUM     | 26. August 1956          |
| GEBURTSORT       | Mickleover               |